# 曹锟旧居 (洛阳道)
曹锟旧居人称“曹公馆”，始建于1923年，是中华民国初年直系军阀的首领、第六任中华民国大总统、国民政府陆军一级上将曹锟下野后在天津的旧居，坐落于当时的天津英租界的摩西道（Mersey Road）和达克拉道（Douglas Road）（今和平区南海路2号，洛阳道45号），目前是天津市文物保护单位和一般保护等级历史风貌建筑,并作为天津五大道近代建筑群的重要组成部分，被中华人民共和国国务院批准为全国重点文物保护单位。

## 历史
曹锟在洛阳道上的旧居是其下野后给四房太太刘凤伟新建的一幢西式洋楼，始建于1923年，1938年5月17日，曹锟在该旧居内逝世。整座楼房至今保存完好，现为天津市文化局幼儿园和天津市幼儿艺术培训中心。

## 建筑

曹锟旧居东临南海路，南抵重庆道，西接河北路，北临洛阳道。该旧居建筑面积为1244平方米，占地面积为900平方米，共有楼、平房42间。为砖混结构二层西式小楼，局部为三层，设有地下室，外立面为混水墙面，局部镶有黄色瓷砖。顶层四坡出檐，局部红瓦坡顶，建筑平面布局方正，立面构图严整，建筑正立面中部前凸，腰线上下均由立柱支撑。主楼前檐有四棵钢筋混凝土立柱，塑有花纹。建筑内部装饰考究，雕刻有花卉和动物等图案，门窗材料均为菲律宾木，一楼大客厅的面积为80平方米。是一座带有折中主义建筑特征的西式建筑。

## 内部链接
- 曹锟旧居 (进步道)
- 曹锟旧居 (南海路永健里1号)